# Coccothrinax spissa
Coccothrinax spissa är en enhjärtbladig växtart som beskrevs av Liberty Hyde Bailey. Coccothrinax spissa ingår i släktet Coccothrinax och familjen Arecaceae. Inga underarter finns listade i Catalogue of Life.